# Tadeusz Obara

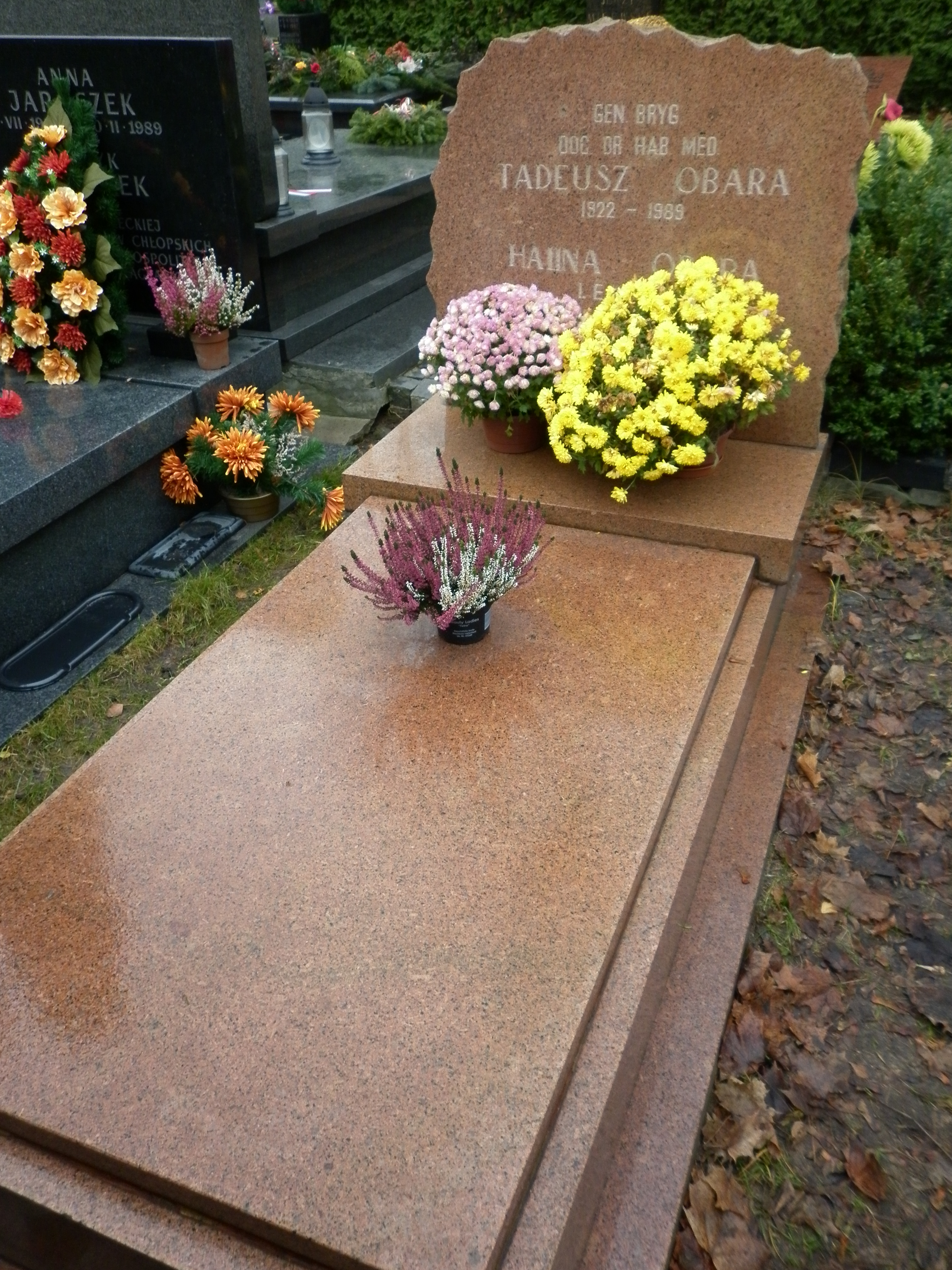
Grób Tadeusza Obary na Cmentarzu Wojskowym na Powązkach

Tadeusz Obara (ur. 7 września 1922 w Krężnicy Jarej, zm. 30 października 1989 w Warszawie) – generał brygady WP, szef Służby Zdrowia MON od 1973 roku.

## Życiorys
Do 1939 skończył 4 klasy lubelskiego gimnazjum, a podczas okupacji uczył się techniki budowlanej na tajnych kompletach. W dniu 27 lipca 1944 wstąpił do Wojska Polskiego. Jesienią 1944 w batalionowej szkole podoficerskiej na kursie mechaników czołgowych, a po wojnie na kursie instruktorów sanitarnych. Od 13 stycznia 1945 walczył na froncie m.in. pod Warszawą, na Wale Pomorskim, pod Gdańskiem i Berlinem.
W latach 1945–1947 studiował medycynę w Lublinie, a następnie w Warszawie do końca 1950 roku. Następnie od 1951 do 1952 na wyższym kursie akademickim w Leningradzie. Po powrocie do kraju pracował w Departamencie Służby Zdrowia Głównego Kwatermistrzostwa WP, gdzie kierował wydziałem. W latach 1957–1958 odbył w Moskwie kurs z zakresu ochrony radiologicznej, po czym 30 września 1959 został kierownikiem Zakładu Ochrony Radiologicznej. W maju 1965 został doktorem nauk medycznych.
Od listopada 1966 pełnił obowiązki zastępcy Służby Zdrowia WP, a od stycznia 1968 kierował katedrą w Wojskowej Akademii Medycznej w Łodzi. W dniu 10 kwietnia 1969 został zastępcą szefa Służby Zdrowia MON, a 25 stycznia 1973 szefem tej Służby. W październiku 1974 awansowany na generała brygady. W dniu 16 lutego 1977 uzyskał habilitację w zakresie radiobiologii i ochrony radiologicznej. Od 31 lipca 1978 komendant Wojskowego Instytutu Higieny i Epidemiologii. W 1984 został zwolniony ze służby wojskowej i przeniesiony w stan spoczynku.
W pogrzebie 6 listopada 1989 na Cmentarzu Wojskowym na Powązkach (kwatera A3 tuje-1-44) wzięła udział delegacja WP z Głównym Kwatermistrzem WP gen. dyw. Janem Kuriatą.

## Życie prywatne
Mieszkał w Warszawie. Żonaty z Haliną Marią z domu Gadecką (1926-1995). Małżeństwo miało syna.

## Odznaczenia i nagrod
- Order Virtuti Militari V klasy (1968)
- Krzyż Oficerski Orderu Odrodzenia Polski (1972)
- Krzyż Kawalerski Orderu Odrodzenia Polski (1963)
- Krzyż Walecznych (1945)
- Złoty Krzyż Zasługi (1959)
- Srebrny Krzyż Zasługi (1954)
- Srebrny Medal „Zasłużonym na Polu Chwały” (1945)
- Brązowy Medal Zasłużonym na Polu Chwały (1945)
- Medal za Odrę, Nysę, Bałtyk (1946)
- Medal „Za udział w walkach o Berlin” (1967)
- Medal za Warszawę 1939–1945 (1946)
- Medal 10-lecia Polski Ludowej
- Medal 30-lecia Polski Ludowej
- Medal 40-lecia Polski Ludowej
- Złoty Medal „Siły Zbrojne w Służbie Ojczyzny” (1968)
- Złoty Medal „Za zasługi dla obronności kraju” (1973)
- Medal Komisji Edukacji Narodowej (1974)[3]
- Złota Odznaka „Zasłużony Działacz Kultury Fizycznej” (1976)[4]
- Odznaka Honorowa Polskiego Czerwonego Krzyża I stopnia (1973)[5]
- Złota Odznaka Pracownika Służby Zdrowia (1967)[6]
- Złota odznaka honorowa „Za Zasługi dla Warszawy” (1977)[7]
- Medal „Za wyzwolenie Warszawy” (ZSRR) (1973)
- Medal za Zdobycie Berlina (ZSRR) (1946)
- Medal za Zwycięstwo nad Niemcami w Wielkiej Wojnie Ojczyźnianej 1941-1945 (ZSRR, 1946)
- Medal 30 lat Zwycięstwa w Wielkiej Wojnie Ojczyźnianej 1941-1945 (ZSRR, 1975)
- Złote Pióro Żołnierza Wolności za publicystykę z zakresu higieny, oświaty zdrowotnej i zdrowia psychicznego (1977)[8]